# موتور شریف خان
موتور شریف خان روستایی در دهستان حومه بخش مرکزی شهرستان ایرانشهر استان سیستان و بلوچستان ایران است.

## جمعیت
بر پایه سرشماری عمومی نفوس و مسکن در سال ۱۳۹۵ جمعیت این روستا بدون جمعیت بوده‌است.